# سيني هامارستين-يانسون
سيني «هام» هامارستين-يانسون (1 يونيو 1882 السويد - 6 يونيو 1970 بورفو) كانت فنانة رسومات سويدية صممت حوالي 220 طابع بريدي فنلندي خلال ثلاثة عقود. كانت والدة توف يانسون، مبتكرة شخصيات مومين المشهورة.

## السيرة الشخصية
ولدت سيني هامارستين في عائلة سويدية متدينة ومحترمة، وكانت ابنة راعي كنيسة وقسيس. عارض والداها فكرة أن تصبح فنانة، وكانا يعتقدان أن مهنة كالجراحة مناسة لها أكثر. قضت 8 سنوات في المدرسة الابتدائية، ثم درست في جامعة ستوكهولم بين عامي 1901 و 1905. بدأت العمل كمدرست رسم في مدرسة للبنات في ستوكهولم.
خلال رحلة دراسية إلى باريس في عام 1910، التقت النحات الفنلندي البالغ من العمر 24 عامًا، فيكتور يانسون، ووقعت في حبه. في عام 1913 تزوجا وعاشا في باريس لمدة عام قبل الانتقال إلى فنلندا في عام 1914. رزقا بابنة بعد ذلك بوقت قصير، واستأنفت يانسون عملها كرسامة.  في عام 1924، أصبحت يانسون رسامة لبنك فنلندا. وهنالك وبين عامي 1929 و 1962، صممت يانسون أكثر من 200 طابع. 
رزق الزوجين بما مجمعه ثلاثة أطفال: توف يانسن، لارس جانسون وبير أولوف جانسون. وُلد الأطفال لأبوين فنيين، ونشأ الأطفال بأسلوب حياة بوهيمي. أصبحت توف كاتبة ورسامة واكتسبت شهرة ضخمة بسبب سلسلة مومين . أصبح لارس رسام كاريكاتير، وأصبح في النهاية مسؤولاً عن الأشرطة الهزلية لـ المومين بالإضافة إلى إنتاج رسوم متحركة أخرى في وقت لاحق. أصبح بير أولوف مصورًا وتعاون مع توف في عدد من الكتب. تأثر الأطفال بشكل مباشر بحساسية والدتهم الفنية واحتفظت توف بشكل خاص بعلاقة وثيقة معها، فلم تترك المنزل إلا في سن 28.
كتبت توف أنها شعرت أن والدتها تفهمها بشكل أفضل من أي شخص آخر وحتى في نهاية حياتها: «حاولت دومًا التشبه بوالدتي، حاولت دائمًا الرسم مثل والدتي». في عام 1928، في سن 14، كتبت توف: «أمي لديها عمل رسم مهم. (. . .) أنا في انتظار الوقت الذي سأتمكن فيه من مساعدتها في رسوماتها. أمي تقوم بالكثير من العمل بنفسها.»  أثرت وفاة يانسون في عام 1970 تأثيرا عميقا على كتابات ابنتها، وقد قيل أن وجودها يمكن الشعور به بقوة في عدد من الكتب التي كتبتها توف بعد موت والدتها.  يتناول عملها الحزين Sent i November (1970) موضوعات مثل الوحدة والشعور بها. ذلك العمل يعتبر الأكثر نضجًا في سلسلة مومين. يتكلم العمل سوماربوكين (1972) عن فتاة توفيت والدتها ونمت علاقتها بجدتها . كان موت يانسون بمثابة نهاية لسلسلة مومين للروايات وأصبح إنتاج يانسن الأدبي موجهاً نحو الكبار. 